# 국가의회 의사당 화재 사건

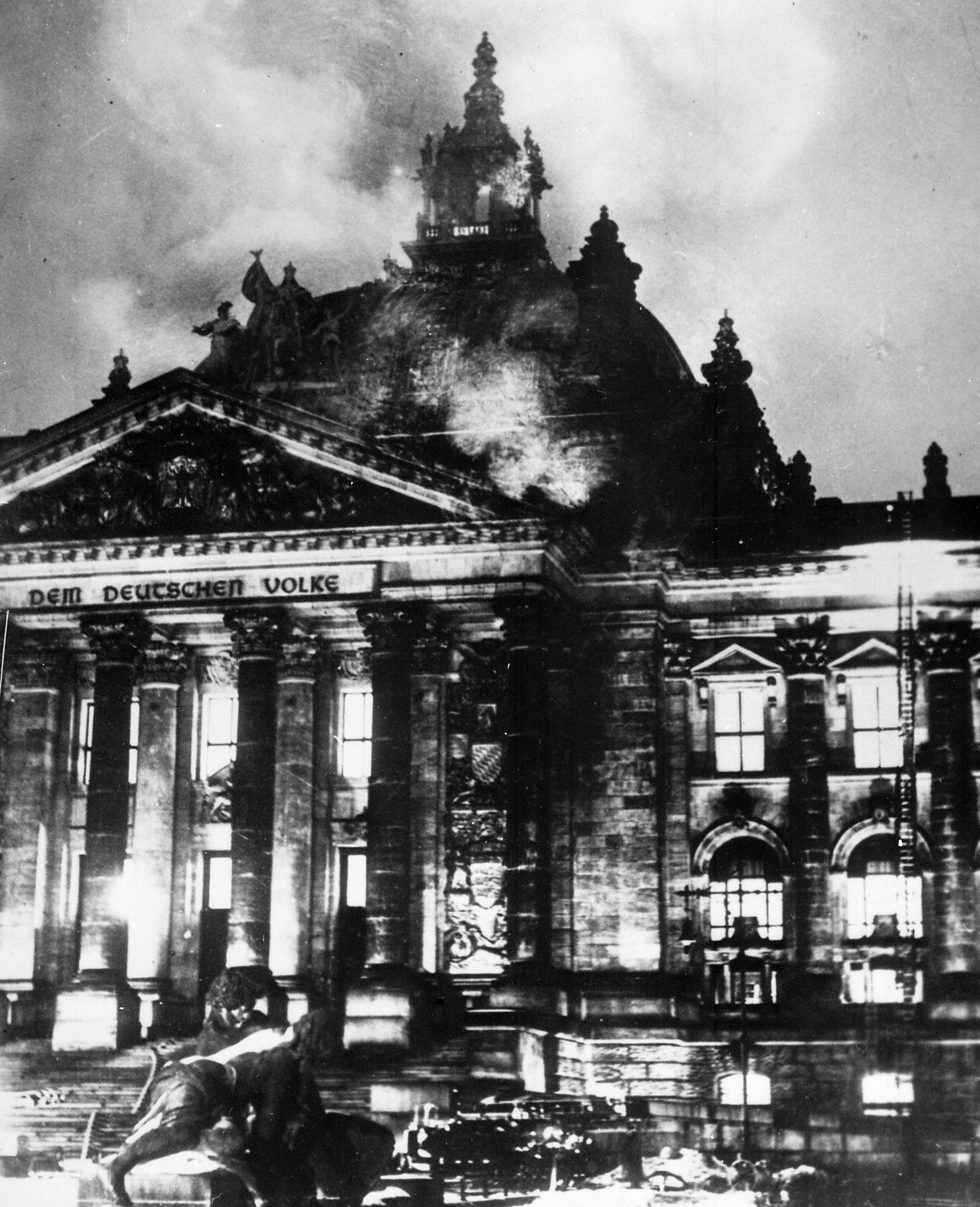
불길에 치솟는 독일 국회의사당

국가의회 의사당 화재 사건(독일어: Reichstagsbrand [ˈʁaɪ̯çstaːksˌbʁant] 라이히스타크스브란트[*], 영어: Reichstag fire)은 나치 독일 정권의 수립 과정에서 발생한 핵심 사건으로 1933년 2월 27일 오후 9시 14분에 발생했다. 최초의 목격자는 국회의사당 근처를 지나가던 한 대학생이었다. 의사당을 지나던 중 창문이 깨지면서 불길이 치솟는 것을 발견한 것이다. 목격자는 즉시 화재를 신고했고, 베를린 소방대가 의사당에 도착했을 때는 의사당은 격렬하게 불타고 있었다. 소방대와 거의 동시에 도착한 경찰은 불길이 여러 곳에서 수직으로 치솟으며 동시에 발화한 것을 발견했다. 경찰은 발가벗고 건물 뒤에 움츠려 숨어 있던 마리뉘스 판데르뤼버(네덜란드어: Marinus van der Lubbe)를 발견했다. 판데르뤼버는 네덜란드 출신의 공산주의자이자 실직 벽돌공으로 그 당시 최근에 독일로 넘어온 상태였다. 발견 당시 판데르뤼버는 방화용 도구를 소지하고 있었다.
아돌프 히틀러와 헤르만 괴링(당시 국회의장), 그리고 요제프 괴벨스 등이 곧 현장에 도착했고, 화재 현장을 보자마자 괴링은 즉각 화재가 공산주의자들의 소행이라고 선언했으며, 공산당 정치 지도자들을 체포하라고 소리질렀다. 아직 화재 진압 중이었고, 괴링의 이 선언으로 화재 사건은 수사도 하기 전에 공산주의자들의 방화로 그냥 굳어졌다. 이때 히틀러와 함께 오페라 감상 중에 같이 현장으로 달려온 괴벨스도 그의 일기에 하늘이 주신 기회라고 썼다. 히틀러는 비상 사태를 선언할 기회를 잡았고, 파울 폰 힌덴부르크 대통령에게 바이마르 공화국 헌법(1919년)의 인권 조항 대부분을 폐지하는 의회 방화에 관한 법령 (비상사태법)에 서명할 것을 강요하였다.
나치 지도자들은 이 의회 방화 사건이 코민테른의 행위로 밝혀졌다고 주장했으며, 범인으로 나중에 "의회 방화 사건 재판"으로 알려진 라이프치히 재판에서 주인공 역할을 하게 될 1933년 3월 초에 체포된 3명의 남자를 내세웠다. 이들의 이름은 불가리아 공산주의자들인 게오르기 디미트로프, 바실 타네프, 블라고이 포포프였다. 사실 이들을 체포한 프로이센 경찰은 이 불가리아인들이 누구인지 몰랐다. 공산주의자로 의심된다는 신고를 받고 체포했을 뿐으로 구체적으로 그들이 어떤 자들인지는 모르고 있었다. 체포하고 나서야 그들이 코민테른의 중요한 인물들임을 알았다. 당시 디미트로프는 서유럽 코민테른 활동을 책임지고 있었던 것이다. 나치당은 이 화재가 공산당이 폭동을 일으키기 위해 계획한 신호라고 주장하고, 대대적인 공산주의자 탄압에 나섰다. 이러한 탄압은 공산 테러에 반한 십자군으로써 민주적 제도를 보호하기 위한 전쟁으로 정당화되었다.

## 1933년 2월, 히틀러가 수상이 된 직후
히틀러는 1933년 1월 30일에 연립 내각의 수상이 되었다. 수상이 된 직후 히틀러가 취한 첫 번째 행동은 힌덴부르크 대통령에게 국회를 해산해줄 것을 요청하는 것이었다. 해산 후 재선거를 통해 정부 내에 나치당 의석을 늘리기 위한 목적이었다. 히틀러의 요구는 받아들여졌고, 총선거가 1933년 3월 5일로 잡혔다. 히틀러의 목적은 합법의 테두리에서 법적 모양새를 갖추어 민주주의를 파괴하는 것이었다. 전권위임법은 수상에게 의회의 동의를 받지 않고도 법률을 의결할 수 있도록 바이마르 헌법에서 허용된 특별한 힘이었다. 전권위임법은 본래 극단적인 비상사태에서 사용하도록 되어 있었고, 정부가 초인플레이션을 잡아 독일을 구하기 위해 사실 1923년 ~ 1924년에 딱 한 번 사용된 적이 있었다. 이 법을 활성화기 위해서는 의회 의석 수의 2/3 이상 찬성이 필요했다. 1933년 1월, 나치는 의석의 단 32%를 차지하고 있었고, 그 의석 수로는 전권위임법을 가결하여 통과시킬 수가 없었다.

## 날조 이유: 국가사회주의독일노동자당 정권이 모든 권력을 가질 법
선거 기간 동안 나치는 독일에 공산주의 혁명이 임박했으며, 그걸 멈출 수 있는 유일한 방법은 전권위임법을 통과시키는 것뿐이라면서 신경질적인 반공산주의 정강을 주장했다. 히틀러의 선거 강령은 전권위임법을 통과시킬 수 있도록 나치의 의석 수를 더 늘려달라고 투표자들에게 요구하는 것이었다. 전권위임법에 반대 투표를 할 수 있는 반대파들의 숫자를 줄이기 위해, 히틀러는 독일 공산당(KPD)의 추방을 계획했다. 당시 독일 공산당은 새 의회가 개회하기 전 선거 후에 의석 수의 17%를 차지하고 있었다. 의사당 방화 사건은 히틀러에게 공산당 추방에 속도를 낼 수 있게 해주었고, 공산주의 혁명이 임박했다는 나치의 주장을 대중의 눈 앞에 확인시키는 데 이용되었다. 나치는 의사당 방화가 혁명의 시작을 알리는 위험신호라고 주장하고, 독일 국민들에게 나치에게 권력을 몰아주지 않으면 공산주의자들이 혁명을 일으켜 공산주의 국가가 될 것이고 국민들은 공산은커녕 소비에트 연방식 지배를 당해 처참하게 생활하게 될 것이라고 선전선동했다.

## 판데르뤼버를 고문하고 공산당을 금지한다
고문 끝에 판데르뤼버는 자기 혼자서 제국 의회에 불을 질렀다고 했다. 공산당 지도자들과 함께 행정부에게서 재판에 회부되었다. 그때 베를린 경찰에 따르면, 판데르뤼버는 나치 정권에 대한 저항으로 방화하고 자백했다고 우겼다. 의회 방화 사건에 관한 법령에 따라 독일 공산당(KPD)은 그들이 봉기를 준비하고 있었다고 해서 1933년 3월 1일 국회 등원을 거부당했다. 이어서 경찰과 나치의 준군사조직인 SA가 독일 내 모든 공산당 건물들을 장악했고, 공산당이 쿠테타에 사용할 무기를 확보했다고 주장했다. 공산당은 나치가 금지한 첫 번째 정당이 되었다.

## 작전 결과: 국가사회주의독일노동자당이 국회를 장악한다
언론 접근이 차단되고, 지도자들이 감옥에 수감된 상태에서 경찰과 돌격대의 공격을 당한 공산주의자들은 지리멸렬하여 체포되거나 지하로 숨어들었다. 제국의회 의원으로 선출된 공산주의자들과 몇몇 SPD 당원들은SA가 막아서는 바람에 국회 등원을 할 수 없었다.
나치는 자신들의 득표율을 44%까지 올릴 수 있었고, 그 표들은 나치의 우호 정당인 독일 국가인민당의 8%를 합쳐 52%로 다수당이 되게 해주었다. 그러나 3월 선거는 나치에게는 마지막으로 승리한 선거였지만, 기대했던 만큼은 아니었다. 나치는 자신들만으로 50~55%의 득표율을 기대했다. 결국 나치는 전권위임법을 통과시키는데 필요한 2/3 이상 다수표를 확보하기 위해 남은 정당들을 협박하거나 회유하여 찬성표를 던지도록 했고, 그 결과 대부분 시민의 자유와 권리가 보류되었다. 계속되는 협박에도 불구하고, 오로지 사회민주주의자들만이 전권위임법에 반대 투표를 했다. 정치적 가톨릭주의를 기치로 내건 독일 중앙당이 찬성 몰표를 던져 전권위임법이 통과되고 히틀러는 전권을 장악한다. 1933년 4월에, 모든 비 나치 정당들은 불법화되거나 체포와 강제수용소 수감을 피하기 위해 어쩔 수 없이 해산했다.

## 판데르뤼버의 처형
재판에서  판데르뤼버는 유죄가 인정되어 사형이 선고되었다. 그는 1934년 1월 10일에 참수되었는데, 이 날은 그의 25번째 생일 3일 전이었다. 나치는 판데르뤼버가 공산주의 음모가 집단의 일부라고 주장했다. 이 음모가 집단이 국회 의사당을 불태우고 봉기를 일으켜 권력을 장악하려고 했다는 것이다. 나치는 화재 다음 날 새벽부터 각지의 공산당 본부를 경찰과 돌격대를 동원하여 압수 수색하였고 이 과정에서 봉기 음모를 입증하는 다수의 문서를 확보했다고 주장했다. 그러나 "확보되었다는 문서"들은 증거로써 재판정에 제출된 적도 없고, 공개된 적도 없다.
반면에, 공산주의자들은 판데르뤼버가 자신들에게 죄를 뒤집어 씌우려는 나치 음모단의 일원이라고 주장했다. 판데르뤼버는 어떤 목소리가 나치 체제 하에서 독일 노동계급의 상황에 대해 항의하기 위해 의사당을 불태우자고 그에게 말했다면서 단독범행이라고 계속 주장했다.

## 공산당 지도자들은 무죄이다
라이프치히 재판은 1933년 9월 2일부터 12월 23일까지 열렸고, Reichsgericht라고 불린 구 독일 제국 법원 출신의 재판관들이 재판을 주재했다. 라이프치히 재판은 폭넓게 선전되었고, 라디오로 방송되었다. 히틀러 정권은 당연히 모든 조사에서 공산주의자들이 유죄인 것을 인정하고 모든 반국가 세력에 대하여 나치가 주도한 진압 및 이로 인해 조성된 공포를 찬성할 것이라고 기대했었다.
주요 범죄 용의자였던 게오르기 디미트로프는 그런 일은 없을 것이라고 확신했다. 디미트로프는 검사들을 상대로 법정에서 논쟁을 통해 싸웠으며, 자기 자신을 성공적으로 방어해냈다. 법정은 곧 공산주의와 나치즘 간에 투쟁의 장이 되어버렸다. 결국 그는 자기 자신과 공산주의자 동지들이 무죄임을 증명했고, 석방되었다. 거기에 더해, 디미트로프는 방화자가 나치당의 주요 멤버인 것도 증명해보였다.
괴링과 괴벨스 등은 라디오를 통해 공산주의자가 저지른 짓이라고 주장했고, 게슈타포와 형사경찰(KRIPO)이 공산당 본부인 카를 리프네히트관을 습격하여 100파운드에 달하는 폭력봉기 계획과 관련한 문건을 압수했다고 발표하기도 했지만, 재판 과정에서 이 증거물들이 법정에 증거물로 제출되지 않았다. 압수했다는 주장만 제출되었다.
히틀러는 재판 결과에 격노했다. 그는 앞으로는 반역죄에 대해서는 오직 새로 설립될 민족재판소(Volksgerichtshof)에서 다루라고 명령했다. 후에 이 재판소는 롤란트 프라이슬러가 이끄는 동안 수많은 악명을 남기게 된다.

## 국회의사당 방화사건에서 판데르뤼버의 역할에 대한 논쟁
역사가들은 대개  판데르뤼버가 의사당 화재에 관련되었다는 사실은 동의한다. 그렇지만, 피해 정도가 그가 혼자서 했다는 것에는 의심을 하고 있다. 화재가 건물에 퍼진 속도를 고려할 때, 명성에 굶주린 정신 불안 방화범이라는 판데르뤼버의 평판과 지도급 나치당 관계자의 애매한 논평이 나치 지도자들이 정치적 이익을 위해 관계했을 것이라고 믿게 하고 있다. 나치가 계획하고 실행한 다음,  판데르뤼버에게 뒤집어 씌워 공산당을 탄압하겠다는 것이다.
어떤 이들은 나치나 공산주의자 모두 관계가 없고, 오직  판데르뤼버의 혼자서 저지른 범죄라고 주장한다. 이 관점에 따르면 제국의회 의사당 화재 사건은 나치에게는 큰 행운이었다는 것이다. 판데르뤼버가 "얼간이" 또는 "정신불안자"였다는 생각은 폭력적인 반파시스트와 거리를 두려 했던 공산당의 선전이었다는 것이다. 역사가 한스 몸젠은 사건 당일 나치 지도자들이 패닉 상태였고, 그들이 공산혁명이 즉시 실제로일어날 것이라는 그들의 선전 활동을 확인시켜주는 것이라고 여겼다고 결론지었다.

### 괴링의 가능한 역할
뉘른베르크 재판 때, 프란츠 할더 장군은 괴링이 화재 사건에 대해 농담한 것을 진술했다.:
1942년, 총통 생일 점심 때 일이다. 그날 총통 주변에 몰려있던 사람들은 제국의회 의사당의 예술적 가치에 대해 담소를 나누고 있었다. 나는 괴링이 대화에 끼어들어 소리질렀던 것을 내 귀로 똑똑히 들었다. "진짜 제국의회를 알고 있는 유일한 사람은 나다, 내가 제국의회에 불을 질렀거든." 이 얘기를 하면서 그는 자신의 허벅지를 쳤다.
뉘른베르크에서 대질심문에서 괴링은 할더의 진술을 들었지만, 그가 화재에 개입되었다는 것을 거부했다. 할더의 진술은 넌센스라고 하면서 괴링은 다음과 같이 증언했다.
내가 제국의회에 불을 지를 동기나 이유가 없다. 예술적 관점에서, 나는 의회가 불탄 것을 후회하지 않는다. 나는 더 멋진 의사당을 세우고 싶었다. 그러나 난 몹시 속상했다. 제국의회의 새로운 장소를 찾아야 했던 난 크롤 오페라 하우스(화재 후 의사당으로 사용됨)를 포기해야 했다. 오페라는 나에게 제국의회보다 더 중요한 것으로 보였다.

### 독일 공산당의 "역재판"
1933년 여름, 독일 공산주의자 망명자들과 민주주의자, 반나치 선전가, 변호사들로 구성된 그룹이 역재판 예심을 런던에서 개최했다. 역재판의 재판관은 영국 노동당 정치가 스태포드 크립스 경이었으나, 역재판 배후의 조직 의장은 독일공산당 소속 빌리 문젠베르크였다. 역재판은 1주일간 지속되었고, 결론은 혐의자들이 무죄라는 것, 진짜 방화범들은 주요 나치당 엘리트들이 지목되었다. 괴링은 이 예심에서 유죄로 선고받았다. 역재판 예심에서, 모든 가능한 시나리오가 검토되면서 공동작업장이 되었고, 피고들의 모든 진술이 준비되었다. "역재판"은 독일 공산주의자들을 위한 것이었다. 몬젠베르크는 그의 이름으로 베스트셀러가 된 "국회의사당 화재에 관한 갈색책"을 썼다. 나치가 공산주의자들을 비난하고 탄압하기 위한 음모라는 내용이었다(사실 문젠베르크의 책들은 실제 저자가럼 그의 참모 중 하나였고, 이 경우에는 체코슬로바키아 공산주의자인 오토 카츠였다). 오늘날 이 책은 역사가들이 광범위하게 참고하고 있다.

## 한 돌격대원의 폭로와 사건의 재구성
화재 발생 후 경찰 보고에 따르면 화재 발생 시간인 9시 14분에서 얼마 되지 않아 도착한 경찰과 소방대는 발화점이 60~65개소이고, 건물 전체로 흩어져 있는 점에 놀랐다. 연기를 내지 않고 치솟는 불기둥도 있었다. 경찰과 소방대는 이 불길이 인화재에 의한 것으로 생각했다. 이것은 판데르뤼버 혼자서 범행을 저질렀다는 나치의 주장을 의심하게 만들었다. 게다가 주변 정황 또한 나치의 주장을 의심하게 했다.
2월 22일, 화재 발생 5일 전에 괴링은 SA를 보조 경찰로 격상시켰다. 경찰과 늘 대립 관계였던 SA와 SS(아직 SA의 하부조직이었다)가 경찰을 지원하는 반(半) 국가조직이 된 것이다. 또 화재는 선거 기간 중에 발생했다. 정확하게는 선거 1주일 전이었다. 2월 10일, 괴벨스는 선거 기간 중 유세 활동에 대한 상세한 계획을 작성했다. 이 계획에 따르면 히틀러는 비행기까지 동원해서 여러 곳을 돌아다니며 유세 활동을 해야 했다. 그런데, 이 계획서에는 2월 25일부터 27일까지 아무런 계획이 잡혀있지 않았다. 특히 27일에는 아무런 연설도 없다고 공식적으로 못을 박아놓기까지 했던 것이다.
사건 후인 1933년 3월, 노이루핀에서 "라르"라는 이름의 SA 대원이 강도 혐의로 체포되었다. 라르는 판사에게 지난 2월의 국회의사당 방화 사건을 언급하며 폭로하지 않는 대가로 강도죄를 면할 수 있다고 주장했다. 이때 입회 서기인인 라이네킹이 이 사실을 기록하여 상부에 보고했고, 이 사실은 게슈타포에 통지되었다. 게슈타포는 즉시 라르를 체포했고, 수일 후 라르는 어느 밭에서 시체로 발견되었다고 한다.
이 사람이 주장한 사건의 전말은 2월 어느 날 밤, 돌격대 사령관 에른스트 룀의 충복인 카를 에른스트가 지휘하는 호위대에서 10명의 대원을 선발했다. 라르도 그 중 한 명이었다. 이들은 2월 27일에 국회의장 공관으로 가서 대기했다. 당시 국회의장은 헤르만 괴링이었다. 오후 9시, 에른스트가 그들을 이끌고 의사당으로 가는 통로를 통해 의사당에 들어갔다. 그들은 각자 방화 연료가 들은 통을 2~3개씩 지급받았고, 그날 밤 9시에 에른스트의 신호로 일제히 불을 질렀다. 10분만에 작업을 마친 그들은 왔던 길로 되돌아갔고, 그 다음에 판데르뤼버가 주머니에 성냥 및 점화재료를 소지한 채 의사당으로 들여보내졌다는 것이다. 이 음모에는 요제프 괴벨스가 아이디어를 냈고, 헤르만 괴링이 협조했으며, 실무 지휘는 룀의 수하인 에른스트가 했다는 것이다.
이 사실을 들은 라이네킹이란 서기관은 잽싸게 게슈타포에 알림으로써 초고속 승진을 하기도 했으나 나중에 비밀리에 사살당했다. 카를 에른스트는 룀 숙청 사건 당시 총살되었고, 라르를 제외한 나머지 대원들도 룀 숙청 때에 암살되었다고 한다.

## 재판 이후 에피소드
- 내무장관 자격으로 증인으로 소환된 괴링은 디미트로프와 한판 설전을 벌이게 된다. 그러나 이 설전에서 괴링은 완전히 디미트로프에게 패했다. 또, 괴링은 자신이 보는 족족 없애버렸던 반나치집단의 역재판 관련 문서를 검사가 뒤지고 있는 광경을 보고 아연실색했다고 한다.
- 3명의 불가리아인들은 무죄가 선고되었지만, 이듬해까지 계속 감옥에 억류되었다. 재판정에서 괴링은 디미트로프를 향해 재판 결과와 상관없이 계속 구금할 것이라고 소리질렀다.
- 판데르뤼버의 가족들이 판데르뤼버의 시신을 요구했지만, 끝내 시신은 가족에게 보내지지 않았다.
- 나치는 두 번 다시 이번 라이프치히 재판같은 정치 쇼는 벌이지 않게 된다. 단, 히틀러 암살 미수 사건의 범인들을 재판한 것만은 피고인들이 죽어가는 장면을 처음부터 끝까지 필름에 담아 공개하는 쇼를 벌였다.
- 에른스트 텔만 다음의 2인자였던 토르글러는 이후 나치로 전향하였다(그 조건으로 그는 석방되었다).
- 행동대장 에른스트를 비롯하여 이 음모에 가담되었다고 믿어진 돌격대원들 중 일찌감치 제거된 라르를 제외하고 나머지는 1934년 룀 숙청 사건 당시 조용히 제거되었다.

## 같이 보기
- 마리뉘스 판데르뤼버
- 에른스트 토르글러
- 게오르기 디미트로프